# 钝裂蒿
钝裂蒿（学名：Artemisia obtusiloba）为菊科蒿属的植物。分布于俄罗斯、蒙古以及中国大陆的新疆等地，生长于海拔900米至1,700米的地区，常生于路旁、半荒漠草原、向阳的干山坡或盐碱土附近，目前尚未由人工引种栽培。

## 别名
小裂蒿（新疆）